# Florin Velicu
Florin Velicu est un fost senator român în legislatura 1992-1996 ales în județul Călărași pe listele partidului PDAR. Florin Velicu a fost membru în comisia pentru politică externă.

## Legaturi externe
- Florin Velicu Arhivat în 23 august 2016, la Wayback Machine. la cdep.ro